# 小松町 (石川県)
小松町（こまつまち）は、石川県能美郡に存在した町である。現在の小松市の一部に該当する。

## 地理

### 隣接していた市町村
- 村
  - 牧村・板津村・白江村・苗代村・御幸村・粟津村

## 歴史

### 沿革
- 1889年（明治22年）4月1日 町村制の施行により、小松町（上本折町、京町、小馬出町、細工町、材木町、地子町、新鍛冶町、新大工町、新町、大文字町、竹島地方、茶屋町、寺町、土居原町、泥町、中町、西町、塗師屋町、浜田町、浜田町地方、東町、本鍛冶町、本大工町、松任町、三日市町、三日市町地方、向野地方、本折町、八日市町、八日市町地方及び龍助町の計31町が存在）が発足する。
- 1940年（昭和15年）12月1日 小松町、安宅町、牧村、板津村、白江村、苗代村、御幸村及び粟津村が合併して、小松市が発足する。